# Puccinia elymi
Puccinia elymi är en svampart som beskrevs av Westend. 1851. Puccinia elymi ingår i släktet Puccinia och familjen Pucciniaceae.   Inga underarter finns listade i Catalogue of Life.